# Jan Zawadzki (wojewoda parnawski)
Jan Zawadzki herbu Rogala – wojewoda parnawski w latach 1642–1645, kasztelan gdański w latach 1637–1642, podstoli ciechanowski w 1632 roku, podkomorzy Jego Królewskiej Mości, starosta świecki w latach 1632–1644, starosta straszewski  w latach 1629–1630, sekretarz królewski w latach 1617-1632, pisarz Metryki Koronnej kancelarii większej w latach 1613-1614, przedstawiciel dyplomatyczny Rzeczypospolitej w Królestwie Anglii w 1633 i 1636 roku.
Studiował na Akademii Krakowskiej w 1603 roku.
Poseł na sejm 1632 roku z powiatu świeckiego. W 1641 roku wyznaczony został senatorem rezydentem.
W 1614 poślubił Sabinę Zofię Szwerynównę (zm. 1630), córkę Jakuba Szweryna, marszałka księstwa Kurlandii. Miał syna Władysława Samuela, chorążego pomorskiego, i Jana, podkomorzego parnawskiego i starosty puckiego.